# Маніту (Кентуккі)
Маніту (англ. Manitou) — переписна місцевість (CDP) в США, в окрузі Гопкінс штату Кентуккі. Населення — 173 особи (2020).

## Географія
Маніту розташований за координатами 37°22′26″ пн. ш. 87°34′32″ зх. д. / 37.37389° пн. ш. 87.57556° зх. д. (37.373950, -87.575537).  За даними Бюро перепису населення США в 2010 році переписна місцевість мала площу 1,72 км², з яких 1,71 км² — суходіл та 0,01 км² — водойми.

## Демографія
Згідно з переписом 2010 року, у переписній місцевості мешкала 181 особа в 73 домогосподарствах у складі 56 родин. Густота населення становила 105 осіб/км².  Було 84 помешкання (49/км²).
Расовий склад населення:
| - 97,8 % — білих |

До двох чи більше рас належало 1,7 %. Частка іспаномовних становила 2,2 % від усіх жителів.
За віковим діапазоном населення розподілялося таким чином: 21,5 % — особи молодші 18 років, 62,5 % — особи у віці 18—64 років, 16,0 % — особи у віці 65 років та старші. Медіана віку мешканця становила 42,4 року. На 100 осіб жіночої статі у переписній місцевості припадало 108,0 чоловіків;  на 100 жінок у віці від 18 років та старших — 102,9 чоловіків також старших 18 років.
Цивільне працевлаштоване населення становило 44 особи. Основні галузі зайнятості: виробництво — 34,1 %, транспорт — 18,2 %, роздрібна торгівля — 18,2 %.